# رویال چارتر (کشتی)
رویال چارتر (کشتی) (به انگلیسی: Royal Charter (ship)) یک کشتی بود که طول آن ۲۳۶ فوت (۷۲ متر) بود. این کشتی در سال ۱۸۵۵ ساخته شد.